# Turn around and start again
Turn around and start again is een single van The Cats die werd uitgebracht in 1968. Het nummer verscheen niet direct op een elpee, maar werd later op verzamelalbums uitgebracht.
Nadat The Cats met eerdere singles niet verder kwamen dan de middelste regionen van de hitlijsten, bracht het nummer Turn around and start again een eerste begin aan een nieuw hoofdstuk waarin The Cats een eigen geluid ontwikkelden. Ze trokken zich steeds minder aan van de progressieve pop en de psychedelische muziek die in die jaren de toon aangaven. De nummers gingen qua tempo naar beneden en kregen een voller geluid.
Turn around and start again was nog geen eigen nummer, maar werd geschreven door het duo Roger Greenaway en Roger Cook die al meerdere nummers voor The Cats had geschreven, waaronder vier nummers van hun eerste lp Cats as cats can. Op de B-kant van de single staat het nummer Remember the good times dat werd geschreven door Cees Veerman.

## Hitnotering
Het nummer bracht nog niet het succes van latere nummers, maar evenaarde met een 14e plaats in de Top 40 wel nummers als What a crazy life (1966, plaats 14) en Sure he's a cat (1967, plaats 12). Turn around bleef in de Top 40 negen weken staan. In de voorloper van Single Top 100, de Parool Top 20, bereikte het eveneens de veertiende positie.

### Nederlandse Top 40
| Positie: | 34 | 27 | 20 | 14 | 14 | 16 | 22 | 25 | 31 | uit |

### NederlandseParool Top 20
| Positie: | 16 | 14 | 20 | uit |

### Evergreen Top 1000
| Evergreen Top 1000 "Turn around and start again" | Evergreen Top 1000 "Turn around and start again" | Evergreen Top 1000 "Turn around and start again" | Evergreen Top 1000 "Turn around and start again" | Evergreen Top 1000 "Turn around and start again" | Evergreen Top 1000 "Turn around and start again" | Evergreen Top 1000 "Turn around and start again" | Evergreen Top 1000 "Turn around and start again" | Evergreen Top 1000 "Turn around and start again" | Evergreen Top 1000 "Turn around and start again" | Evergreen Top 1000 "Turn around and start again" | Evergreen Top 1000 "Turn around and start again" | Evergreen Top 1000 "Turn around and start again" | Evergreen Top 1000 "Turn around and start again" | Evergreen Top 1000 "Turn around and start again" | Evergreen Top 1000 "Turn around and start again" | Evergreen Top 1000 "Turn around and start again" |
| Jaar                                             | 2008                                             | 2009                                             | 2010                                             | 2011                                             | 2012                                             | 2013                                             | 2014                                             | 2015                                             | 2016                                             | 2017                                             | 2018                                             | 2019                                             | 2020                                             | 2021                                             | 2022                                             | 2023                                             |
| ------------------------------------------------ | ------------------------------------------------ | ------------------------------------------------ | ------------------------------------------------ | ------------------------------------------------ | ------------------------------------------------ | ------------------------------------------------ | ------------------------------------------------ | ------------------------------------------------ | ------------------------------------------------ | ------------------------------------------------ | ------------------------------------------------ | ------------------------------------------------ | ------------------------------------------------ | ------------------------------------------------ | ------------------------------------------------ | ------------------------------------------------ |
| Positie                                          | -                                                | -                                                | -                                                | -                                                | -                                                | 364                                              | -                                                | 596                                              | 581                                              | 752                                              | 380                                              | 330                                              | 270                                              | 317                                              | 256                                              | 176                                              |